# Marion Pfeifer
Marion Pfeifer (* 24. Juli 1956 in Astheim) ist eine ehemalige deutsche Fußballspielerin.

## Karriere
Pfeifer begann in Flörsheim am Main beim dort ansässigen SV 09 Flörsheim mit dem Fußballspielen und gelangte 1973 über die erste Mannschaft zu den Offenbacher Kickers, deren Spielerinnen 1972 geschlossen von der SG Rosenhöhe, der Sportgemeinschaft aus dem gleichnamigen Offenbacher Stadtteil gewechselt waren. Nach fünf Spielzeiten, in denen sie mit der Mannschaft drei regionale Titel gewann, wechselte sie zum amtierenden Deutschen Meister SC 07 Bad Neuenahr, für den sie zwei Saisons lang Punktspiele bestritt.
Von 1980 bis zu ihrem vorzeitigen Karriereende war sie als Abwehrspielerin für den FSV Frankfurt aktiv, mit dem sie viermal ein Finale erreichte und dreimal daraus als Siegerin hervorging.
Am 8. Mai 1983 bestritt sie erstmals ein Finale; das um den nationalen Vereinspokal wurde im Stadion am Bornheimer Hang in Frankfurt am Main mit 0:3 gegen den KBC Duisburg verloren, wie auch das Finale um die Deutsche Meisterschaft mit 1:3 gegen die SSG 09 Bergisch Gladbach am 30. Juni 1984 an selber Stätte.
Das am 26. Mai 1985 im Olympiastadion Berlin ausgetragene Pokalfinale gegen den KBC Duisburg wurde mit 4:3 im Elfmeterschießen gewonnen und war ihr erster Titelgewinn, wie auch für ihre Mannschaft. Ein Jahr später, am 28. Juni 1986, stellte sich ihr zweiter Titelgewinn ein; die SSG 09 Bergisch Gladbach wurde in ihrem Stadion An der Paffrather Straße im Finale um die Deutsche Meisterschaft mit 5:0 besiegt.
Ein erlittener Knorpelschaden zwang die mehrfache Auswahlspielerin des Hessischen Fußball-Verbandes zum vorzeitigen Karriereende. 

## Erfolge
FSV Frankfurt
- Deutscher Meister 1986 - Finalist 1984
- DFB-Pokal-Sieger 1985, -Finalist 1983

Kickers Offenbach
- Halbfinalist Deutsche Meisterschaft 1978
- Hessen-Meister 1978
- Hessenpokal-Sieger 1976, 1978